# 亀山昇
亀山 昇（かめやま のぼる、1862年12月8日（文久2年10月17日） - 1943年（昭和18年）1月7日）は熊本バンドの一人である。
肥後国八代に生まれる。熊本洋学校時代に1876年（明治9年）1月30日に花岡山の奉教の誓いに加わる。4月にL.L.ジェーンズより洗礼を受ける。同年9月に同志社英学校に入学する。12月に西京第二公会に金森通倫と徳富猪一郎、上原方立と一緒に入会する。
1880年（明治13年）同志社英学校普通科を卒業し、同志社英学校神学科に進んで、1884年（明治17年）に卒業する。
1884年11月より岡山県倉敷市の天城教会（現・日本基督教団天城教会）の仮牧師になる。沢山保羅の死を受けて、1886年（明治19年）9月より、1889年（明治22年）まで浪花教会の仮牧師になり、1890年（明治23年）に大津教会の設立時に按手礼を受けて牧師になる。1891年（明治24年）より堂島教会の牧師になる。
1889年（明治22年）牧師を辞め、教育者になる。奈良県立郡山中学校、熊本県立熊本中学校、山口県立萩中学校、尼ヶ崎市立実業補習学校などの教師を務めた。尼崎教会の長老になる。
1936年（昭和11年）10月に熊本バンド結成60周年記念式典に、海老名弾正、小崎弘道らと共に出席する。